# Serie del Caribe 2004
La Serie del Caribe 2004 fue un evento deportivo de béisbol profesional, que se disputó en el estadio Quisqueya Juan Marichal de Santo Domingo - República Dominicana, del 1 de febrero hasta el 6 de febrero de 2004.
Esta serie reunió a los equipos de béisbol profesional campeones de los torneos de los países que integran la Confederación de Béisbol Profesional del Caribe: Venezuela, República Dominicana, Puerto Rico y México.

## Posiciones
| Pos | Equipo                | J | G | P | Ave. | VTJ |
| --- | --------------------- | - | - | - | ---- | --- |
| 1   | Tigres del Licey      | 6 | 5 | 1 | .833 | 0   |
| 2   | Tomateros de Culiacán | 6 | 4 | 2 | .667 | 1   |
| 3   | Tigres de Aragua      | 6 | 3 | 3 | .500 | 2   |
| 4   | Leones de Ponce       | 6 | 0 | 6 | .000 | 5   |

| – | Campeón    |
| – | Subcampeón |

Glosario:
- J: Jugados
- G: Ganados
- P: Perdidos
- Ave: Promedio del Equipo
- VTJ: Ventaja

## Campeón
| Bandera de la República Dominicana |
| Tigres del Licey 9° título         |
|                                    |

| Predecesor: Carolina, PUR 2003 | Serie del Caribe Santo Domingo, 2004 | Sucesor: Mazatlán, MEX 2005 |